# Shozo Makino
Shozo Makino (Japón, 15 de mayo de 1915-12 de febrero de 1987) fue un nadador japonés especializado en pruebas de estilo libre larga distancia, donde consiguió ser subcampeón olímpico en 1932 en los 1500 metros.

## Carrera deportiva
En los Juegos Olímpicos de Los Ángeles 1932 ganó la medalla de plata en los 1500 metros estilo libre con un tiempo de 19:14.1 segundos, tras su compatriota Noboru Terada (oro con 19:12.4 segundos) y por delante del estadounidense James Cristy.